# CSM Corona Brașov (handball)
Cet article traite de l'équipe féminine de handball. Pour le club omnisports, voir CSM Corona Brașov et pour l'équipe de hockey sur glace, voir CSM Corona Brașov (hockey sur glace).
Le CSM Corona Brașov est un club féminin de handball basé à Brașov en Transylvanie, au centre de la Roumanie. Précédemment nommé Rulmentul Brașov puis ASC Corona 2010 Brașov, il constitue aujourd'hui une section du club omnisports du CSM Corona Brașov.

## Palmarès
Compétitions internationales
- Coupe Challenge (C4)
  - Vainqueur (1) : 2006[2]
- Coupe des vainqueurs de coupe (C2)
  - Finaliste (1) : 2008[3]
- Coupe des clubs champions (C1)
  - Demi-finaliste (1) : 1982 (de)
- Coupe de l'EHF (C3)
  - Demi-finaliste (2) : 2009 et 2016

Compétitions nationales
- Championnat de Roumanie
  - Vainqueur (2) : 1981 et 2006
  - Deuxième (7) : 1984, 1986, 2007, 2008, 2009, 2014, 2025
- Coupe de Roumanie
  - Vainqueur (2) : 1981 et 2006
  - Deuxième (4) : 1984, 1995, 2007, 2013

## Personnalités liées au club
Parmi les joueuses ayant évolué au club, on trouve[source insuffisante] :
- Carmen Amariei
- Alexandrina Barbosa
- Aurelia Brădeanu
- Azenaide Carlos
- Simona Gogîrlă
- Lidija Horvat
- Manuela Ilie
- Katarina Krpež
- Ionica Munteanu
- Cristina Neagu
- Ionela Stanca-Gâlcă
- Mariana Tîrcă (en)
- Simona Spiridon
- Paula Ungureanu
- Fie Woller
- Woo Sun-hee

Parmi les entraîneurs du club, on trouve :
- Mariana Tîrcă (en) : de 2004 à 2008
- Herbert Müller (en) : de 2008 à janvier 2010
- Mariana Tîrcă (en) (2) : de janvier 2010 à 2013
- Bogdan Burcea (en) : de novembre 2013 à 2016
- Mariana Tîrcă (en) (3) : de 2016 à janvier 2017
- Simona Gogîrlă : de 2020 à 2021
- Bogdan Burcea (en) (2) : depuis 2024